# Cristian Rodríguez (tenista)
Cristian Rodríguez (24 de Junho de 1990) é um tenista profissional da Colômbia. Ele compete geralmente no ATP Challenger Tour e ITF Futures, ambos em simples e duplas. Seu ranking mais alto em simples foi o No. 589 em setembro de 2013, e em duplas, No. 286, em julho de 2013.

## Títulos (11-12)

### Simples (0-3)
| Legenda           |
| Challengers (0-0) |
| Futures (0-3)     |

| Resultado | No. | Data                   | Torneio    | Piso   | Oponente na final           | Placar              |
| --------- | --- | ---------------------- | ---------- | ------ | --------------------------- | ------------------- |
| Finalista | 1.  | 2 de Maio de 2011      | Itália F8  | Saibro | Jonathan Dasnieres de Veigy | 3-6, 1-6            |
| Finalista | 2.  | 24 de Setembro de 2012 | Itália F28 | Duro   | Riccardo Bellotti           | 7-6(10-8), 1-6, 5-7 |
| Finalista | 3.  | 2 de Setembro de 2013  | Egito F23  | Saibro | Ricardo Urzua-Rivera        | 4–6, 1-6            |

### Duplas (7-7)
| Legenda           |
| Challengers (1-0) |
| Futures (6-7)     |

| Resultado | No. | Data                    | Torneio     | Piso   | Parceiro                | Oponentes na final                         | Placar                 |
| --------- | --- | ----------------------- | ----------- | ------ | ----------------------- | ------------------------------------------ | ---------------------- |
| Finalista | 1.  | 23 de Agosto de 2010    | Itália F23  | Duro   | Enrico Fioravante       | Daniel Danilovic Claudio Grassi            | 6-7(5-7), 4-6          |
| Campeão   | 1.  | 14 de Março de 2011     | Itália F2   | Duro   | Enrico Fioravante       | Enrico Iannuzzi Luca Vanni                 | 6-4, 7-6(16-14)        |
| Campeão   | 2.  | 30 de Julho de 2012     | Itália F20  | Saibro | Oscar Rodriguez-Sanchez | Alejandro González Pedro Sousa             | 7-6(7-1), 6-4          |
| Campeão   | 3.  | 17 de Setembro de 2012  | Itália F27  | Saibro | Enrico Fioravante       | Andrea Arnaboldi Matteo Volante            | 6-3, 6-2               |
| Finalista | 2.  | 24 de Setembro de 2012  | Itália F28  | Duro   | Sam Barry               | Enrico Fioravante Matteo Volante           | 4-6, 2-6               |
| Finalista | 3.  | 25 de Março de 2013     | Bahrain F1  | Duro   | Jordi Samper-Montana    | Riccardo Maiga Ruan Roelofse               | 3-6, 3-6               |
| Finalista | 4.  | 8 de Abril de 2013      | Catar F2    | Duro   | Jordi Samper-Montana    | Joris De Loore Riccardo Maiga              | 4-6, 3-6               |
| Finalista | 5.  | 3 de Junho de 2013      | Itália F11  | Saibro | Oscar Rodriguez-Sanchez | Guillermo Hormazabal Leandro Migani        | 4-6, 7-6(9-7), [4-10]  |
| Finalista | 6.  | 10 de Junho de 2013     | Slovênia F3 | Saibro | Erik Crepaldi           | Sebastian Bader Erik Elliott               | 3-6, 6-6               |
| Campeão   | 4.  | 7 de Julho de 2013      | Todi        | Saibro | Santiago Giraldo        | Andrea Arnaboldi Gianluca Naso             | 4–6, 7–6(7–2), [10–3]  |
| Campeão   | 5.  | 2 de Setembro de 2013   | Egito F23   | Saibro | Ricardo Urzua-Rivera    | N.Sriram Balaji Ranjeet Virali-Murugesan   | 7-5, 6-1               |
| Campeão   | 6.  | 7 de Outubro de 2013    | Egito F28   | Saibro | Skander Mansouri        | Tuna Altuna Ivan Nedelko                   | 6-3, 6-1               |
| Finalista | 5.  | 10 de Fevereiro de 2014 | Egito F5    | Saibro | Filippo Leonardi        | Lukas Marsoun Libor Salaba                 | 6-7(4-7), 6-4, [10-12] |
| Campeão   | 6.  | 24 de Fevereiro de 2014 | Egito F7    | Saibro | Karim-Mohamed Maamoun   | Alex Blumenberg Lucas Meirelles Guitarrari | 6-3, 6-3               |